# راهنمای بینا
راهنمای بینا (به انگلیسی: sighted guide) کسی است که فرد نابینا یا کم‌بینا را هدایت می‌کند.

## در ورزش

### بازی‌های پارالمپیک

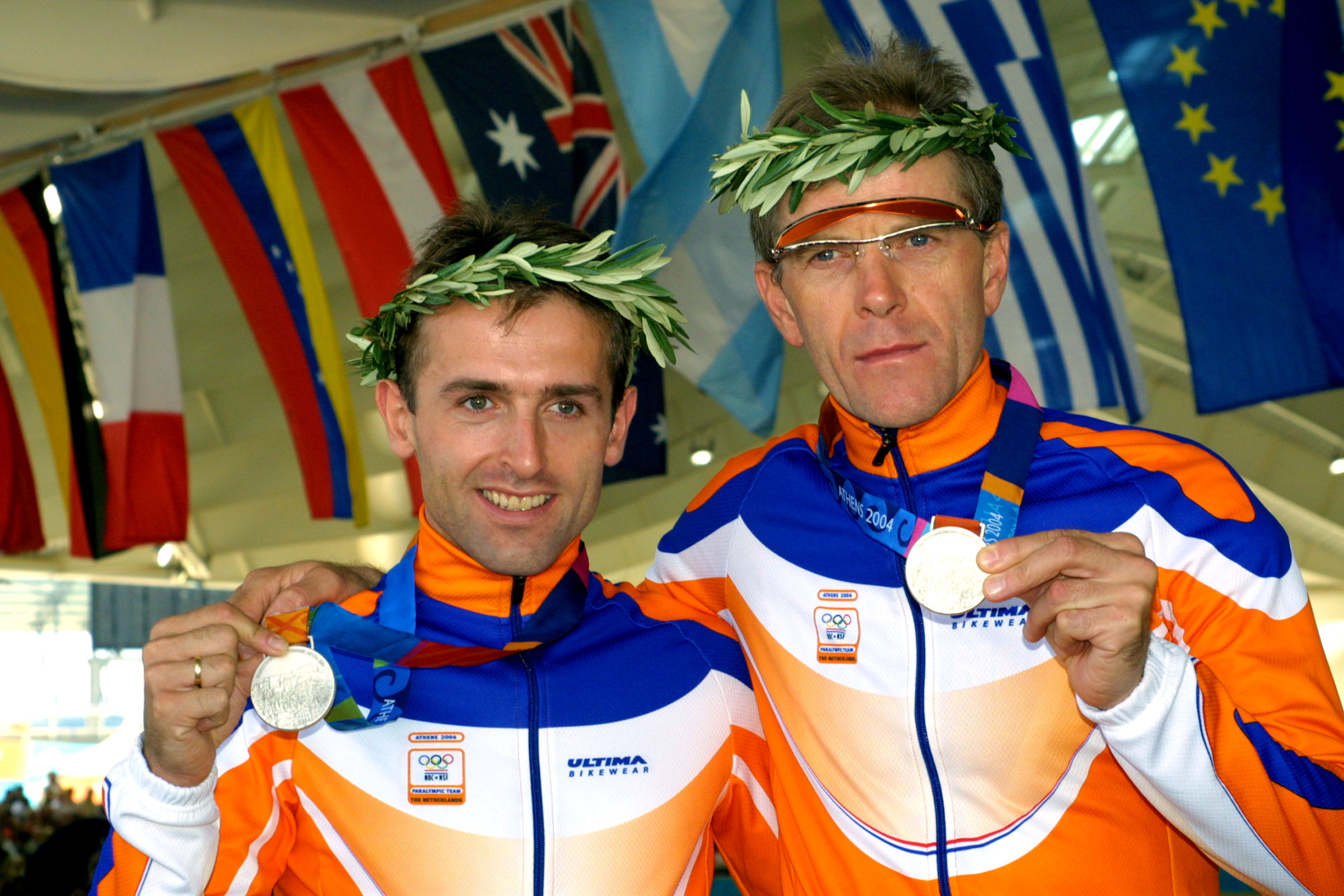
پاسکال شوتس (چپ) و یان مولدر (راست) مدال نقرهٔ دوچرخه‌سواری را در بازی‌های پارالمپیک تابستانی ۲۰۰۴ آتن به‌دست آوردند.

در بازی‌های پارالمپیک طبقه‌بندی‌های مختلفی برای تقسیم ورزشکارانی که نقص بینایی دارند هست. قوانین موافق نظر فدراسیون  بین‌المللی ورزش‌های نابینایان (IBSA) و کمیته بین‌المللی پارالمپیک (IPC) است.
راهنماهای بینا عضو جدایی‌ناپذیر و بی‌جانشین مسابقات‌اند، چندان‌که ورزشکاران دارای نقص بینایی و ایشان را یک تیم می‌شمارند و هردو را نامزد مدال می‌کنند.

#### پارالمپیک زمستانی
در بازی‌های پارالمپیک زمستانی ورزشکاران دارای نقص بینایی را در سه طبقه می‌گنجانند:
- B1 (بدون دید مفید)
- B2 (با حداقل دید مفید)
- B3 (با میزانی دید مفید).[۲]

راهنمای بینایی برای B1 و B2 اختیاری و برای B3 اجباری است.

##### اسکی نوردیک
راهنما می‌تواند در کنار ورزشکار دارای نقص بینایی اسکی کند یا به‌دنبال او برود. راهنما فقط ازطریق صوت یاری می‌رساند و مجاز به تماس فیزیکی نیست.

##### اسکی آلپاین
نقطهٔ آغاز باید فضای کافی برای راهنما نیز داشته باشد.

#### پارالمپیک تابستانی
- دو و میدانی: راهنمایان بینا نیز می‌توانند مدال کسب کنند.[۵]

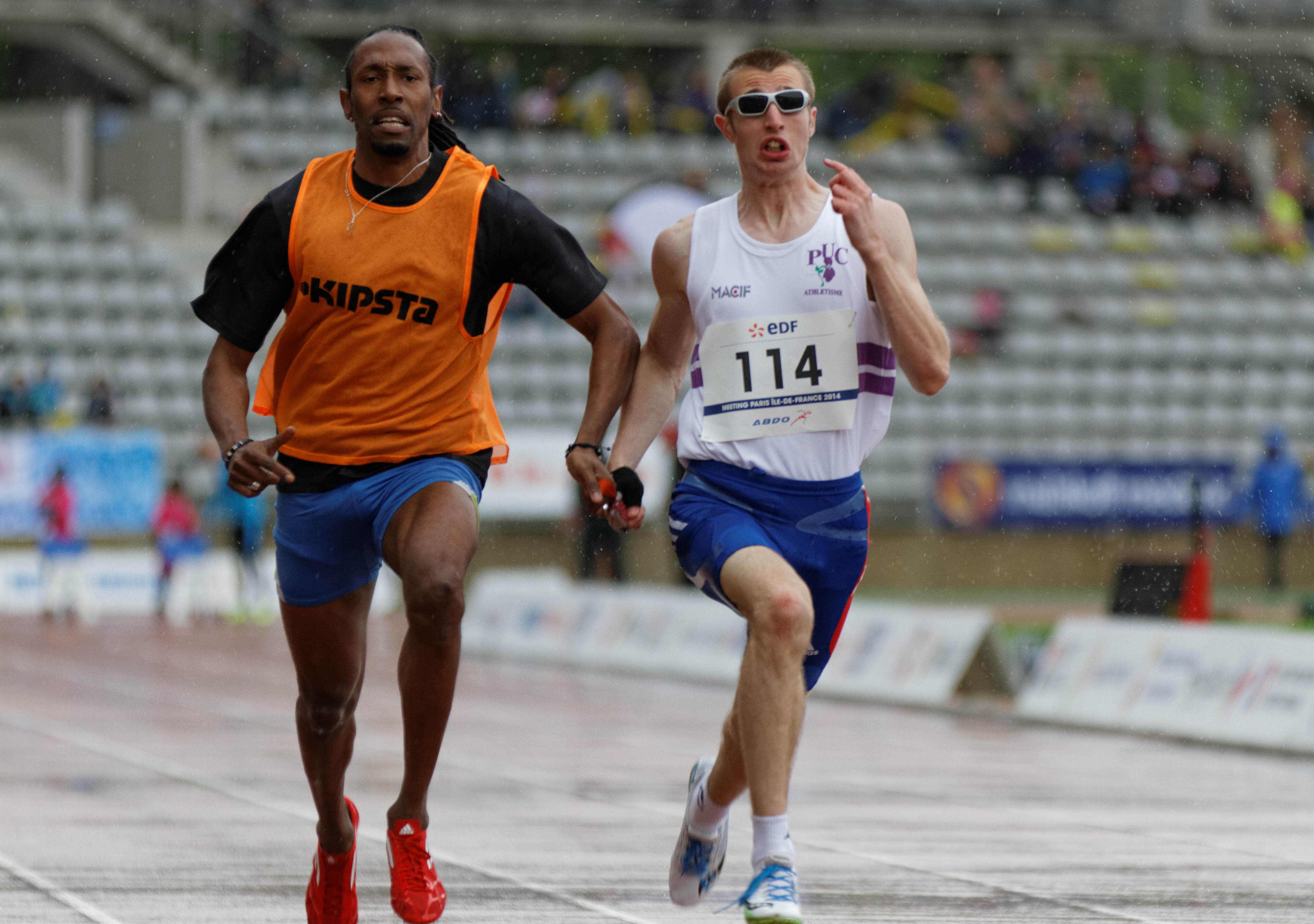
تیموتی آدولف و راهنمای بینای او، سدریک فیلیپ

- دوچرخه‌سواری
- سوارکاری
- فوتبال نابینایان (۵ نفره)
- ورزش سه‌گانه